# تامارا تیخونووا
تامارا تیخونووا (روسی: Тама́ра Ива́новна Ти́хонова؛ زادهٔ ۱۳ ژوئن ۱۹۶۴) اسکی‌باز صحرانوردی اهل اتحاد جماهیر شوروی سوسیالیستی است.